# Igor Grom contra el Doctor Peste

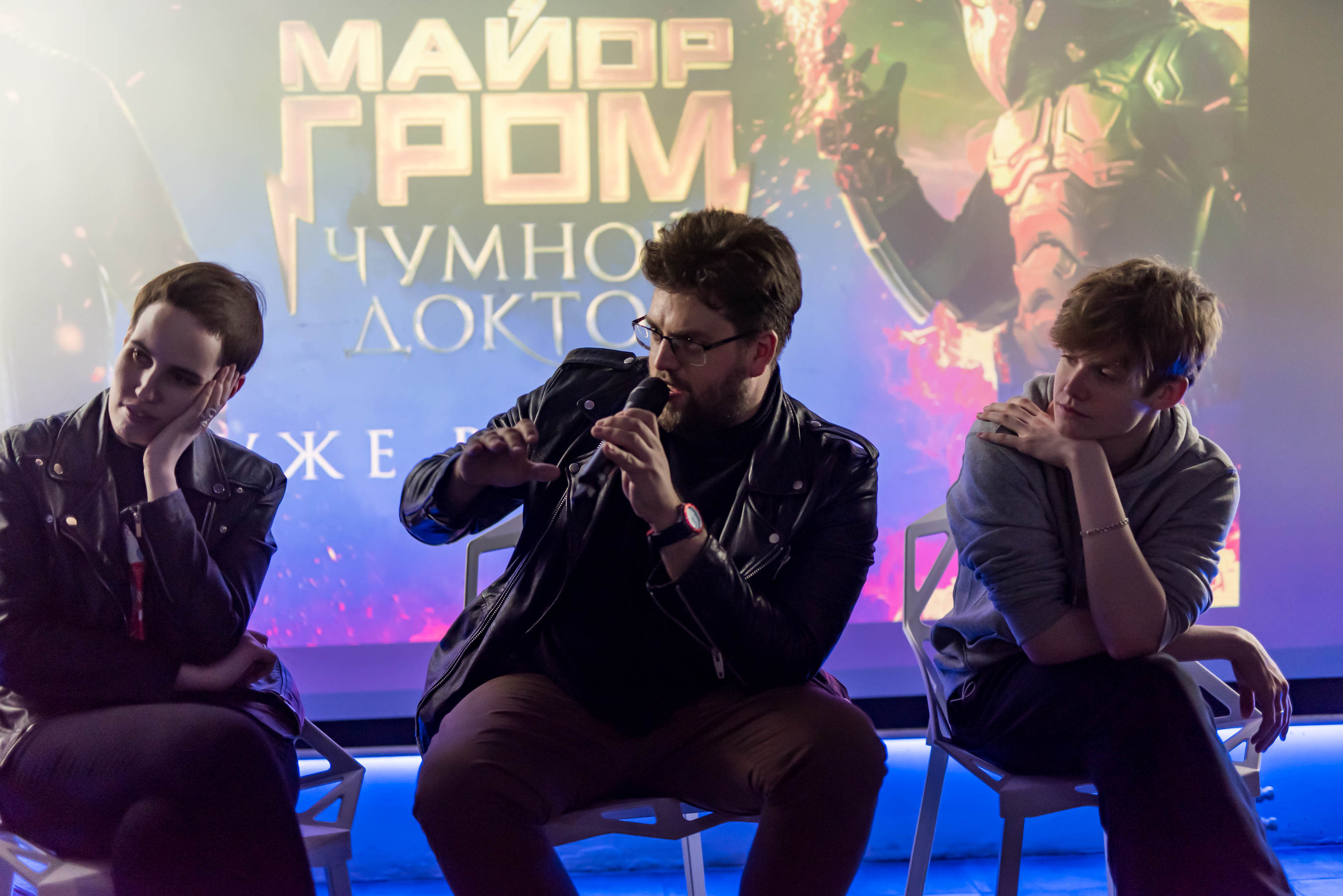
Los protagonistas Roman Kotkov, Anastasia Kim y Oleg Chugunov en 2021.

Igor Grom contra el Doctor Peste (En ruso: Майор Гром: Чумной Доктор, lit. Mayor Grom: Doctor Peste) es una película rusa de superhéroes 2021 dirigida por Oleg Trofim, basada en la serie de cómics Mayor Grom de la editorial rusa Bubble Comics, creada por Artiom Gabrelianov. Es la segunda película adaptada de Bubble Comics, así como el primer largometraje basado en un cómic ruso. Antes de eso, el estudio había lanzado el cortometraje Mayor Grom. La película está ambientada en San Petersburgo y cuenta la historia del mayor de policía Igor Grom, un policía honesto y hábil con métodos poco convencionales, que persigue a un asesino vigilante con la máscara de un médico de la peste.
Un adelanto de la película se proyectó por primera vez el 30 de septiembre de 2017 en la IgroMir / Comic-Con Rusia 2017, después de lo cual el proyecto enfrentó dificultades en la producción durante algún tiempo: el equipo se disolvió y volvió a ensamblar, y el concepto de la película se rehízo de rasga. Tres años después, se presentó un tráiler completo en la Comic Con Rusia 2020, con una fecha de lanzamiento tentativa. Igor Grom contra el Doctor Peste tuvo su estreno el 25 de marzo de 2021 en San Petersburgo. El estreno en línea tuvo lugar el 5 de mayo de 2021 en KinoPoisk HD y Netflix.